# San Nicolò a Trebbia
San Nicolò a Trebbia è una frazione del comune italiano di Rottofreno, in provincia di Piacenza.
Al 31 dicembre 2019 contava 9 266 abitanti.

## Geografia fisica
Il centro abitato è sito a 63 m s.l.m., nei pressi del fiume Trebbia che lo separa dalla città di Piacenza da cui dista 5 km.

## Origini del nome
Il toponimo San Nicolò deriva da San Nicola di Bari, a cui è dedicata la chiesa parrocchiale, già citata a partire dall'epoca medievale. Dalla vicinanza col fiume Trebbia deriva, invece, la seconda parte del nome.

## Storia
Le prime informazioni sul paese risalgono agli studi di Pier Maria Campi, che fa risalire le origini della località fra il VII e lo VIII secolo d.C., periodo in cui sorsero nella zona degli insediamenti longobardi. I primi dati certi risalgono al medioevo e riguardano le informazioni sull'esistenza della chiesa di San Nicolò, che nel medioevo fungeva da cappella di un "hospitale" per l'accoglienza dei pellegrini in viaggio verso Roma sulla via Francigena. Una bolla del 1132 di papa Innocenzo III conferma al monastero di San Savino, fra gli altri possedimenti, anche la chiesa e l'ospedale di San Nicolò, proprietà ribadita in un privilegio del 1173 di papa Alessandro III. Una pergamena del 1244, custodita negli archivi della chiesa testimonia l'investitura, concessa al priore della chiesa e dell'ospedale di San Nicolò oltre Trebbia, di varie terre poste nei pressi del fiume.
Nel 1799, nell'ambito delle guerre tra i francesi e la seconda coalizione antifrancese, la zona tra San Nicolò e Gragnano Trebbiense è teatro di una battaglia tra le truppe francesi comandate dal generale MacDonald e quelle austro-russe guidate dal generale Suvorov che costringono i francesi alla ritirata verso La Spezia.
A partire dalla seconda metà del Novecento la frazione conosce un forte sviluppo demografico dovuto all'estrema vicinanza con Piacenza, distante 5 km e separata dalla frazione dal solo ponte sul fiume Trebbia.

## Monumenti e luoghi d'interesse

### Architetture religiose
- Chiesa di San Nicola (San Nicolò): citata per la prima volta nel 1132, ha subito vari rifacimenti, tra i quali uno nel 1664, in stile barocco, e un radicale ingrandimento nel 1896, durante il quale è stata completamente rifatta la facciata in stile neoclassico. All'interno della chiesa vi è un antico organo Serassi costruito nel 1819[2].

### Architetture civili
- Villa Celli: realizzata nel Settecento come signorile dimora campagnola, è composta da un corpo centrale avanzato con ai lati due corpi più bassi caratterizzati dalla presenza di terrazze. Di proprietà del conte Antonio Soprani e, poi, del marchese Pavesi Negri, nel 1889 viene comprata da Cesare Celli che avvia lavori di ristrutturazione con l'aggiunta di una decorazione a balaustra situata sulla linea di gronda e caratterizzata dalla presenza di cinque statue e di una piccola torre posta sul margine sud-est dell'edificio[8].
- Villa Jemmi, realizzata ai primi del novecento su progetto di Giovanni Beotti per Romeo Jemmi, presenta elementi di stile liberty e art decò. All'esterno è presente un loggiato sorretto da piccole colonne, mentre i soffitti posti all'interno sono decorati in modo da richiamare le inferriate esterne[8].

### Architetture militari
- Castellazzo di Sopra: fortilizio minore, nel XIX secolo, già in condizioni di degrado, fu di proprietà di Stefano Arata. Il castello presenta uno schema rettangolare con torri sul lato orientale che, pur notevolmente più basse rispetto al momento della loro costruzione, fuoriescono dalla struttura del castello conferendogli una struttura a U. All'interno sono presenti dei camini in marmo rosso[10].
- Castellazzo di Sotto: edificio di proprietà della famiglia Radini Tedeschi in epoca medievale, durante il ducato farnesiano, secondo la tradizione, ospitò per diverse volte i duchi Farnese nel periodo autunnale. Nel 1876 vi soggiornò un giovane seminarista di nome Achille Ratti, che in futuro sarebbe diventato papa Pio XI, mentre tra il 1905 e il 1904 fu frequentato dal futuro papa Giovanni XXIII che era il segretario di Giacomo Radini-Tedeschi, figlio del proprietario dell'edificio e vescovo di Bergamo. Il castello, trasformato in residenza, mantiene alcuni elementi tipici dell'architettura medievale ed è circondato da una peschiera realizzata a partire dall'originario fossato[11].

## Società

### Religione
La chiesa di San Nicola (San Nicolò) è sede di una parrocchia della diocesi di Piacenza-Bobbio.

## Infrastrutture e trasporti

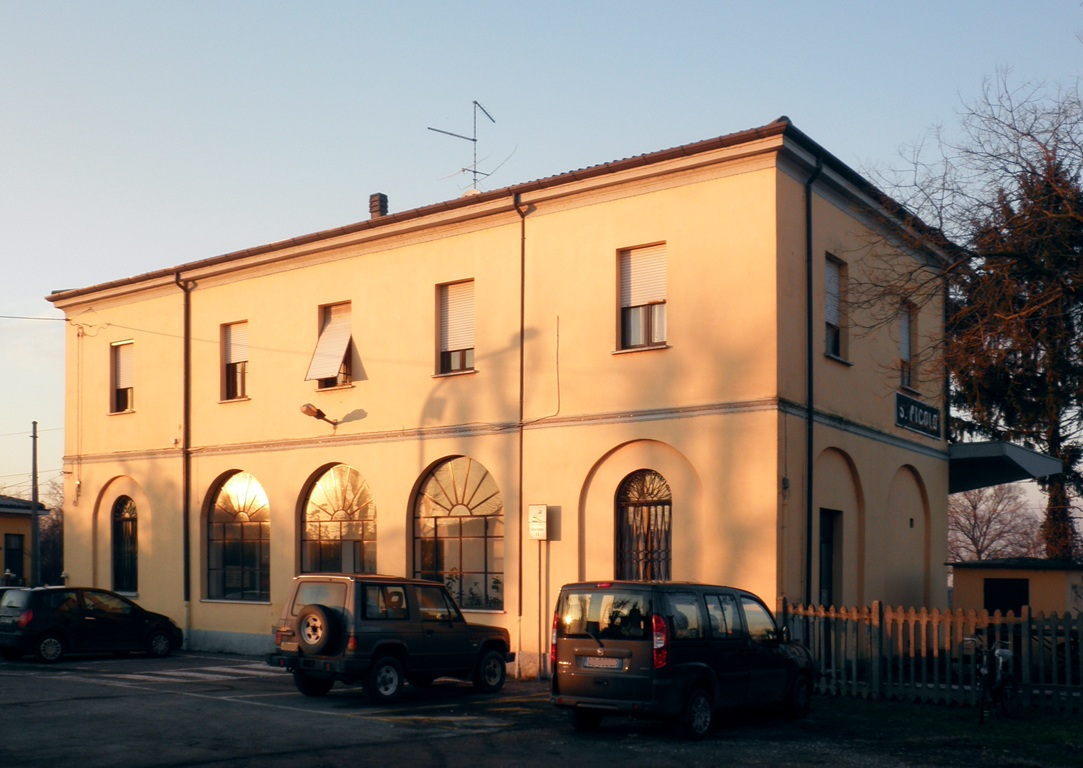
La stazione ferroviaria

Il centro abitato è attraversato dalla ex strada statale 10 Padana Inferiore, da essa si dipartono nei pressi di San Nicolò la strada provinciale 7 di Agazzano, che conduce a Agazzano e la strada provinciale 13 di Calendasco che conduce a Calendasco.

### Tranvie
Tra il 1893 e il 1938 San Nicolò a Trebbia è servita dalla tranvia Piacenza-Pianello-Nibbiano; da cui, tra il 1907 e il 1933, si diramava, proprio a San Nicolò, la linea per Agazzano.

### Ferrovie
Il centro abitato è servito da una stazione ferroviaria posta sulla linea Alessandria-Piacenza.